# Halvtron
Halvtron är en sjö i Hällefors kommun i Västmanland och ingår i Göta älvs huvudavrinningsområde. Sjön har en area på 4,42 kvadratkilometer och ligger 181,2 meter över havet.

## Delavrinningsområde
Halvtron ingår i det delavrinningsområde (661816-143324) som SMHI kallar för Utloppet av Halvtron. Medelhöjden är 198 meter över havet och ytan är 17,16 kvadratkilometer. Räknas de 4 avrinningsområdena uppströms in blir den ackumulerade arean 54,27 kvadratkilometer. Vattendraget som avvattnar avrinningsområdet har biflödesordning 4, vilket innebär att vattnet flödar genom totalt 4 vattendrag innan det når havet efter 349 kilometer. Avrinningsområdet består mestadels av skog (66 procent). Avrinningsområdet har 4,79 kvadratkilometer vattenytor vilket ger det en sjöprocent på 27,9 procent.